# Кузнецово (Амурська область)
Кузнецово (рос. Кузнецово) — село у Магдагачинському районі Амурської області Російської Федерації. Розташоване на території українського історичного та етнічного краю Зелений Клин.
Входить до складу муніципального утворення Кузнецовська сільрада. Населення становить 189 осіб (2018).

## Історія
З 20 жовтня 1932 року входить до складу новоутвореної Амурської області.
З 1 січня 2006 року входить до складу муніципального утворення Кузнецовська сільрада.

## Населення
| 2002 | 2010 | 2012 | 2013 | 2014 | 2015 | 2016 |
| ---- | ---- | ---- | ---- | ---- | ---- | ---- |
| 225  | ↘209 | ↘201 | ↘187 | ↘177 | ↗184 | ↗195 |
| 2017 | 2018 |      |      |      |      |      |
| ↗200 | ↘189 |      |      |      |      |      |